# Hessische/Niedersächsische Allgemeine

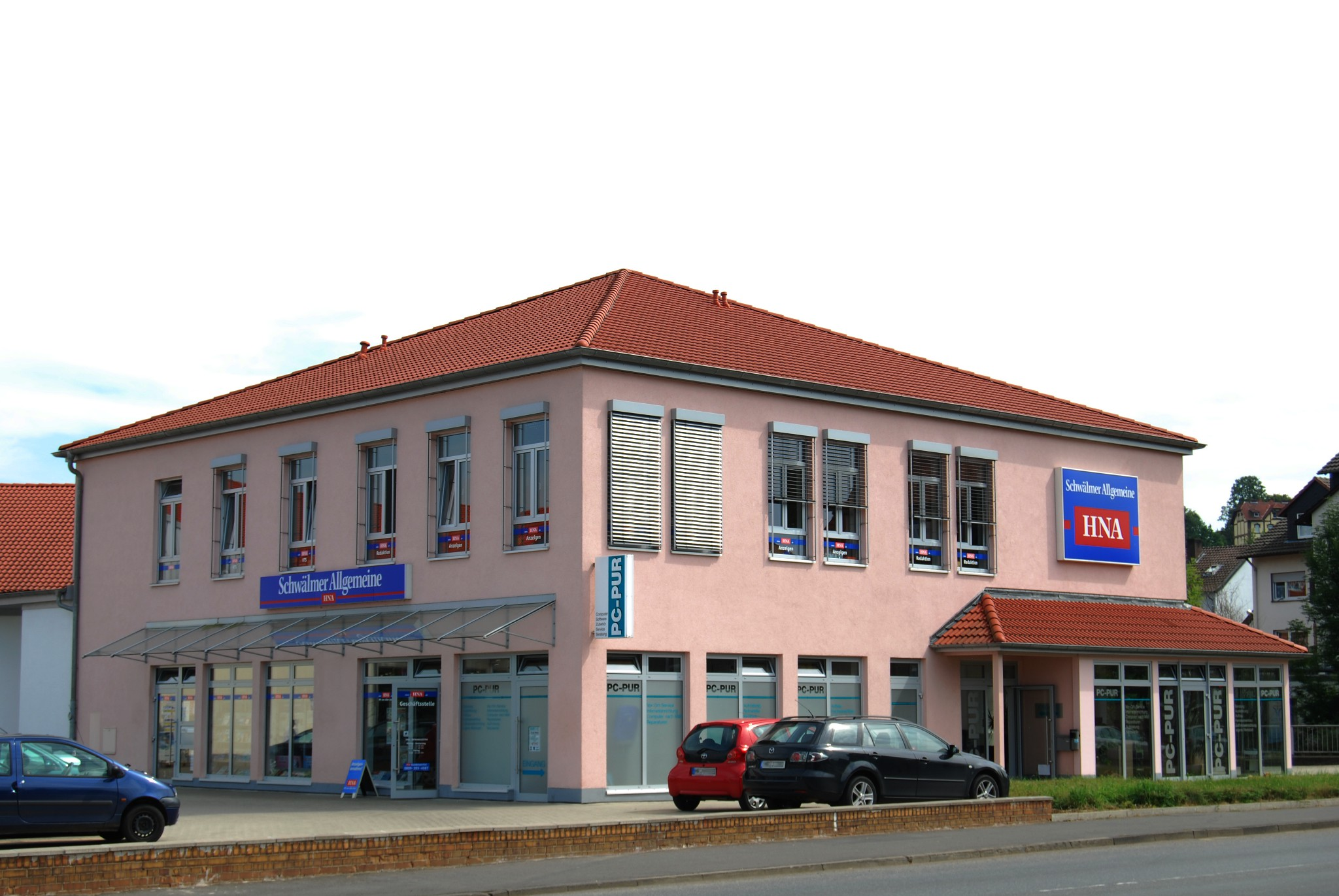
Lokalredaktionen i Schwalmstadt.

Hessische/Niedersächsische Allgemeine (förkortas HNA) är en tysk regional dagstidning för norra Hessen och södra Niedersachsen. Tidningen har sin huvudredaktion i Kassel i norra Hessen och ges ut av förlaget Dierichs GmbH & Co KG. Tidningen hade en daglig såld tryckt upplaga på 181 907 exemplar under 2:a kvartalet 2016, en total minskning med 23 procent sedan 1998. HNA hette fram till 1975 Hessische Allgemeine och bildades 1959 genom sammanslagning av Hessische Nachrichten och Kasseler Zeitung.

## Lokala utgåvor
HNA distribueras huvudsakligen i Kassel med omgivningar, inklusive Kreis Waldeck-Frankenberg, Schwalm-Eder-Kreis, Werra-Meissner-Kreis och Kreis Hersfeld-Rotenburg. I södra Niedersachsen har HNA lokalredaktioner i Göttingen, Hannoversch Münden, Northeim och Uslar.